# فرط الرغبة الجنسية
فرط الرغبة الجنسية أو فرط الشهوة الجنسية التعبير عن الجنس هو جزء طبيعي في دورة حياة الإنسان، لكن زيادة معدل الرغبة الجنسية بشكل غير طبيعي يؤدي إلى الإصابة بمرض فرط النشاط الجنسي. أن زيادة الرغبة الجنسية يمكن أن تكون نتيجة تناول بعض الأدوية التي تسبب آثار جانبية تؤدي إلى زيادة في معدل فرط الغدة الجنسية. في معظم حالات الإصابة يكون السبب غير معروف. وأيضا يمكن أن يكون سبب الإصابة حدوث مشاكل في الصحة العقلية مثل اضطراب الشخصية التي من الممكن أن تؤدي إلى الرغبة الجنسية، وكذلك الكحول وبعض الأدوية يمكن أن تؤثر على الحالة الاجتماعية والجنسية لدى بعض الأفراد. وقد استخدمت عدد من النماذج النظرية لتفسير وعلاج الرغبة الجنسية ولكن لم يصل العلماء إلى أي شيء. إذا كان هناك ما يحفز الشخص على ممارسته بشكل مفرط يكون أقرب إلى الشراهة والشهوة العارمة هذا الأمر الذي يؤثر على الصحة العامة وعلى العلاقات بكافة أشكالها.
قد يكون فرط الرغبة الجنسية هو الحالة الأساسية، أو أعراض مرض أو حالة طبية أخرى، على سبيل المثال متلازمة كلوفر بوسي أو اضطراب المزاج ثنائي القطب. قد تظهر فرط الرغبة الجنسية أيضًا كأثر جانبي للأدوية مثل العقاقير المستخدمة لعلاج مرض باركنسون، أو من خلال إعطاء الهرمونات مثل التستوستيرون والإستروجين أثناء العلاج بالهرمونات. لم يتوصل الأطباء بعد إلى إجماع حول أفضل طريقة لوصف فرط الرغبة الجنسية كحالة أساسية، أو لتحديد مدى ملاءمة وصف هذه السلوكيات والدوافع كمرض منفصل.
يتم النظر إلى زيادة النشاط الجنسي بشكل مختلف من قبل الأطباء المعالجين والمعالجين كنوع من اضطراب الوسواس القهري (OCD) أو «اضطراب طيف الوسواس القهري» OCD-spectrum disorder، أو الإدمان، أو اضطراب في الاندفاع. عدد من المؤلفين لايعترفون بمثل هذا المرض وبدلاً من ذلك يؤكدون أن هذا الشرط لا يعكس سوى كره ثقافي للسلوك الجنسي الاستثنائي.
تماشياً مع عدم وجود أي توافق حول ما الذي يسبب فرط الرغبة الجنسية، استخدم المؤلفون العديد من العلامات المختلفة للإشارة إليها، وأحيانًا بالتبادل، ولكن غالبًا ما يعتمدون على النظرية التي يفضلونها أو أي سلوك معين كانوا يدرسون. وتشمل الأسماء المعاصرة الاستمناء القهري، والسلوك الجنسي القهري، إدمان السيبرسكس، «الدافع الجنسي المفرط»، فرط الشهوة، فرط الحساسية،اضطراب فرط النشاط، إشكالية فرط الرغبة الجنسية، إدمان جنسي إجباري اعتماد جنسي، اندفاع جنسي، «خارج السلوك الجنسي المسيطر»، والاضطراب المرتبط بالبارافيليا.

## مصطلحات
يعرّف قاموس Merriam-Webster فرط الرغبة الجنسية بأنه «عرض قلق غير عادي أو مفرط مع أو الانغماس في النشاط الجنسي.» وقد استخدم علماء الجنس مصطلح فرط الرغبة الجنسية منذ أواخر القرن التاسع عشر، عندما وصف كرافت إيبنج العديد من حالات السلوك الجنسي المتطرف في كتابه الأساسي 1886 الخلل الجنسي النفسي.] استخدم المؤلف مصطلح «فرط الرغبة الجنسيةانية» لوصف الظروف التي يطلق عليها الآن «القذف المبكر».
ويطلق على فرط النشاط عدة مصطلحات:
سلوك جنسي مسيطر (compulsive sexual behavior)و شراهة ممارسة الاتصال الجنسي مع المرأة (nymphomania)
الشهوة الجنسية العارمة (erotomania)
التصنيف الدولي للأمراض
يشمل التصنيف الدولي للأمراض لمنظمة الصحة العالمية «محرك الإفراط الجنسي» -وهو يشمل كلا الجنسين من الذكور والإناث الذي يؤثر على زيادة الشهوة أو ما يسمى «بالاستمناء المفرط»
تتضمن الأسماء الأخرى، ومعظمها تاريخية، دون خوانيس، ومجمع ميسالينا، sوزيادة الرغبة الجنسية والفرح الرحمي.

## الأسباب
هناك إجماع ضئيل بين الخبراء فيما يتعلق بأسباب فرط الرغبة الجنسية. بعض البحوث تشير إلى أن بعض الحالات يمكن أن تكون مرتبطة بالتغيرات البيوكيميائية أو الفسيولوجية التي تصاحب الخرف. الاحتياجات النفسية تعقد أيضا التفسير البيولوجي، الذي يحدد الفص الصدغي / الجبهي من الدماغ كمنطقة لتنظيم الرغبة الجنسية. الأشخاص الذين يعانون من إصابات في هذا الجزء من المخ معرضون لخطر متزايد للسلوك العدواني والمشاكل السلوكية الأخرى بما في ذلك التغيرات الشخصية والسلوك الجنسي غير المناسب اجتماعيا مثل فرط الرغبة الجنسية. يمكن أن تحدث نفس الأعراض بعد عملية قطع الفص الصدغي من جانب واحد. هناك عوامل بيولوجية أخرى ترتبط بفرط الرغبة الجنسية مثل تغيرات ما قبل الحيض، والتعرض لهرمونات محفزة للهرمونات في مرحلة الطفولة أو في الرحم.
في البحوث التي تنطوي على استخدام مضادات الأندروجين للحد من السلوك الجنسي غير المرغوب فيه مثل فرط الرغبة الجنسية، وجد أن هرمون التستوستيرون ضروري، ولكنه غير كاف للعلاقة الجنسية. وتشمل العوامل المقترحة الأخرى الافتقار إلى التقارب المادي، ونسيان الماضي القريب.
زيادة النشاط الممرض في مسار الدوبامين في الدماغ - نتيجة خلل نفسي أثناء الهوس، أو دوائي كأثر جانبي من ناهضات الدوبامين، وعلى وجه التحديد ناهضات D3 المفضلين - يرتبط مع مختلف أنواع الإدمان وقد ثبت أنه قد تكون النتيجة فرط النشاط الجنسي.
تعترف الجمعية الأمريكية لعلاج الإدمان على الجنس بالعوامل البيولوجية كأسباب تساهم في الإدمان على الجنس. وتشمل العوامل الأخرى المرتبطة بالمكونات النفسية (التي تؤثر على المزاج والتحفيز بالإضافة إلى الوظائف النفسية والمعرفية) والتحكم الروحي، واضطرابات المزاج، والصدمة الجنسية، وفقدان الشهية الحميمي كأسباب أو نوع من الإدمان الجنسي.

## كعرض
من المعروف أن فرط النشاط الجنسي تقدم نفسها كعرض من أعراض عدد من الاضطرابات العقلية والعصبية. بعض الأشخاص الذين يعانون من اضطراب الشخصية الحدية (يشار إليهم أحيانًا باسم BPD) يمكن أن يكون اندفاعًا ملحوظًا، مغرًا، وجنسيًا للغاية. يعتبر الاختلاط الجنسي والهوس الجنسي وفرط فرط الحساسية من الأعراض الشائعة لكل من الرجال والنساء المصابين باضطراب الشخصية الحدية. في بعض الأحيان بالنسبة للبعض يمكن أن يكون هناك أشكال متطرفة من الرغبات. مرضى الشخصية الحدية يقومون في رأي البعض إلى استخدام التقسيم، وتجربة الحب والجنس بطرق غير مستقرة.
قد يعاني الأشخاص الذين يعانون من اضطراب ثنائي القطب من تقلبات هائلة في الدافع الجنسي اعتمادًا على مزاجهم. كما هو موضح في DSM-IV-TR، يمكن أن يكون فرط الحساسية من أعراض هوس خفيف أو هوس في اضطراب المزاج ثنائي القطب أو اضطراب فصامي. يسبب مرض بيك ضررا للفص الصدغي / الجبهي للدماغ. أظهر الأشخاص الذين يعانون من مرض بيك مجموعة من السلوكيات غير اللائقة اجتماعيًا.
العديد من الحالات العصبية مثل مرض الزهايمر، التوحد، أنواع مختلفة من إصابات الدماغ، متلازمة Klüver – Bucy، متلازمة كلاين-ليفين، والعديد من الأمراض العصبية يمكن أن تسبب سلوك فرط الرغبة الجنسية. وقد تبين أن السلوك غير المناسب جنسياً يحدث في 7-8% من مرضى ألزهايمر الذين يعيشون في المنزل، أو في مرفق الرعاية أو في المستشفى. كما تم الإبلاغ عن فرط الرغبة الجنسية نتيجة لتأثير جانبي لبعض الأدوية المستخدمة لعلاج مرض باركنسون. بعض أدوية الشوارع، مثل الميتامفيتامين، يمكن أن تسهم أيضًا في السلوك الجنسي.
كما تم العثور على صلة إيجابية بين شدة الخرف وظهور سلوك غير لائق. يمكن أن يحدث فرط الرغبة الجنسيةية بسبب الخرف بعدد من الطرق، بما في ذلك المرض العضوي، قراءة غير لائقة للإشارات الاجتماعية، نقص الاثارة، استمرار السلوك الجنسي المستفاد بعد فقدان السلوكيات الأخرى، والآثار الجانبية للأدوية المستخدمة لعلاج الخرف. تشمل الأسباب المحتملة الأخرى لفرط الرغبة الجنسية المرتبط بالخرف حاجة نفسية عُبِّرَ عنها بطريقة غير ملائمة للحميّة ونسيان الماضي القريب. مع تقدم هذا المرض، فقد تم وضع نظرية لزيادة فرط التناسل الجنسي للتعويض في بعض الأحيان عن تراجع احترام الذات والوظيفة المعرفية.
أعراض فرط النشاط الجنسي هي أيضا مماثلة للإدمان الجنسي في أنها تجسد سمات مماثلة. هذه الأعراض تشمل عدم القدرة على أن تكون حميمية (فقدان الشهية الحميمي)، والاكتئاب واضطرابات القطبين. قد يكون فرط الرغبة الجنسية الناتج له تأثير في المجالات الاجتماعية والمهنية للشخص إذا كانت الأعراض الأساسية لها تأثير نظامي كبير بما فيه الكفاية.

## كاضطراب
اعتبارا من عام 2010، فشل اقتراح لإضافة الإدمان الجنسي إلى الدليل التشخيصي والإحصائي للاضطرابات العقلية (DSM) في الحصول على دعم الجمعية الأمريكية للطب النفسي (APA). يتضمن الدليل التشخيصي DSM مدخلاً يسمى «اضطراب جنسي غير محدد بطريقة أخرى» (اضطراب جنسي NOS) للتقدم، ضمن شروط أخرى، «ضيق حول نمط من العلاقات الجنسية المتكررة التي تنطوي على تعاقب المحبين الذين يشعرون بالفرد فقط كأشياء يجب أن تكون وتستخدم».
التصنيف الإحصائي الدولي للأمراض والمشاكل الصحية ذات الصلة (ICD-10) لمنظمة الصحة العالمية (WHO)، يتضمن اثنين من المدخلات ذات الصلة. واحد هو «الدافع الجنسي المفرط»، والذي ينقسم إلى زيادة الرغبة في الاتصال الجنسي (satyriasis) للذكور وزيادة الرغبة في الاتصال الجنسي (بالإنجليزية:nymphomania) للإناث. والآخر هو «الاستمناء المفرط» أو «Onanism (المفرط)».
وقد تساءل بعض المؤلفين عما إذا كان من المنطقي مناقشة فرط الرغبة الجنسية على الإطلاق، معتبرين أن وضع الملعومات الجنسية «المتطرفة» وصم للأشخاص الذين لا يتوافقون مع معايير ثقافتهم أو مجموعة الأقران.
قام التصنيف الدولي للأمراض - 11 بإنشاء تصنيف حالة جديد، والسلوك الجنسي القهري، لتغطية «نمط ثابت من الفشل في السيطرة على دوافع أو دوافع جنسية شديدة ومتكررة تؤدي إلى سلوك جنسي متكرر».

## العلاج
فرط النشاط الجنسي قد يؤثر سلبًا على الفرد. بدأ مفهوم فرط الرغبة الجنسية كإدمان في السبعينات من قبل أعضاء سابقين لمدمني الكحول المجهولين الذين شعروا بأنهم يعانون من نقص مماثل في السيطرة والالزامانية مع السلوكيات الجنسية كما هو الحال مع الكحول. توجد الآن مجموعات مساعدة ذاتية على نمط 12 خطوة للأشخاص الذين يحددون أنهم مدمنون للجنس، بما في ذلك المدمنون جنس المجهول. قد يعالج بعض مرضي فرط النشاط الجنسي حالتهم باستخدام الأدوية (مثل أسيتات سيبروتيرون) أو أي أطعمة تعتبر مثبطة للرغبة الجنسية.
قد يقوم مختصو الجنس الآخرون باختيار طريق للعلاج، مثل العلاج النفسي، أو مجموعات المساعدة الذاتية أو المشورة.
عدد الأشخاص المصابين بهذا المرض أو عدد الاشخاص الذين يشكون بأنهم مصابون بهذا المرض غير معروف. لكن التقديرات لهذا المرض تتراوح من 3% حتى 6% من عدد سكان الولايات المتحدة على سبيل المثال.